# Margot
Margot (deutsche Aussprache  [ˈmaʁgɔt]) ist ein weiblicher Vorname.

## Herkunft und Bedeutung
Margot ist eine ursprünglich französische Variante des Namens Margarete, der wiederum „Perle“ bedeutet.

## Namensträgerinnen
- Margot Adler (1946–2014), US-amerikanische Autorin, Journalistin, Dozentin, Wicca-Priesterin, Radiojournalistin und Korrespondentin
- Margot Albrecht (* 1949), deutsche Politikerin (CDU)
- Margot Anand (* 1944), französische Psychologin und Neotantra-Lehrerin
- Margot Antillano (1916–1975), venezolanische Theater-, Fernseh- und Filmschauspielerin
- Margot Boch (* 1999), französische Rodlerin und Bobfahrerin
- Margot Büttner (1900–1987), deutsche Naturschützerin
- Margot Asquith (1864–1945), britische Schriftstellerin
- Margot Ebert (1926–2009), deutsche Schauspielerin, Tänzerin und Schriftstellerin
- Margot Eppinger (* 1952), deutsche Fünfkämpferin und Weitspringerin
- Margot Eskens (1936–2022), deutsche Schlagersängerin
- Margot Frank (1926–1945), Opfer des Holocaust, Schwester von Anne Frank
- Margot Friedländer (1921–2025), deutsche Überlebende des Holocausts und Zeitzeugin
- Margot Fonteyn (1919–1991), britische Balletttänzerin (Prima Ballerina Assoluta)
- Margot Hellwig (* 1941), deutsche Sängerin
- Margot von Heyden-Linden (1895–1975), deutsche Malerin
- Margot Hielscher (1919–2017), deutsche Sängerin und Schauspielerin
- Margot Honecker (1927–2016), deutsche Politikerin
- Margot Käßmann (* 1958), deutsche evangelische Theologin
- Margot Kidder (1948–2018), kanadische Schauspielerin
- Margot Klee (* 1952), deutsche Archäologin und Autorin
- Margot Klestil-Löffler (* 1954), österreichische Diplomatin
- Margot Lambert (* 1999), französische Badmintonspielerin
- Margot Lang (1945–2006), deutsche Schriftstellerin, Verlegerin und Künstlerin
- Margot Leonard (1927–2014), deutsche Schauspielerin und Synchronsprecherin, deutsche Stimme von Marilyn Monroe
- Margot Mahler (1945–1997), bayerische Volksschauspielerin
- Margot Philipp (1941–2004), österreichische Schauspielerin
- Margot Robbie (* 1990), australische Schauspielerin
- Margot Scharpenberg (1924–2020), deutsch-US-amerikanische Dichterin und Schriftstellerin
- Margot Trooger (1923–1994), deutsche Schauspielerin
- Margot Wallström (* 1954), schwedische Politikerin
- Margot Werner (1937–2012), österreichische Balletttänzerin und Chansonsängerin

- Als La Reine Margot wird Margarete von Valois (1553–1615) bezeichnet.

## Familienname
- Dominique Margot (* 1961), Schweizer Filmregisseurin, Drehbuchautorin und Kamerafrau
- Heinz Margot (* 1962), Schweizer Schauspieler und Moderator
- Robert Margot (* 1967), Schweizer Basketballspieler